# Чай (село)
Чай (якут. Чай, рос. Чай) — село у Вілюйському улусі Республіки Сахи Російської Федерації.
Населення становить 438 осіб. Орган місцевого самоврядування — Борогонський наслег.

## Географія

### Клімат
| Клімат Чаю                | Клімат Чаю | Клімат Чаю | Клімат Чаю | Клімат Чаю | Клімат Чаю | Клімат Чаю | Клімат Чаю | Клімат Чаю | Клімат Чаю | Клімат Чаю | Клімат Чаю | Клімат Чаю | Клімат Чаю |
| Показник                  | Січ.       | Лют.       | Бер.       | Квіт.      | Трав.      | Черв.      | Лип.       | Серп.      | Вер.       | Жовт.      | Лист.      | Груд.      | Рік        |
| Середній максимум, °C     | −34,7      | −28,9      | −14,7      | −1,5       | 9,8        | 20,2       | 23,7       | 19,7       | 9,9        | −4,5       | −23,7      | −32,2      | −4         |
| Середня температура, °C   | −38,1      | −33,2      | −21,2      | −8,2       | 4,3        | 14,1       | 17,6       | 13,8       | 5,2        | −8,2       | −27,3      | −35,7      | −9         |
| Середній мінімум, °C      | −41,5      | −37,5      | −27,7      | −14,8      | −1,1       | 8,0        | 11,5       | 8,0        | 0,6        | −11,9      | −30,9      | −39,2      | −14        |
| Норма опадів, мм          | 11         | 7          | 9          | 10         | 21         | 37         | 47         | 40         | 33         | 26         | 18         | 14         | 273        |
| ------------------------- | ---------- | ---------- | ---------- | ---------- | ---------- | ---------- | ---------- | ---------- | ---------- | ---------- | ---------- | ---------- | ---------- |
| Джерело: climate-data.org |            |            |            |            |            |            |            |            |            |            |            |            |            |

## Історія
Згідно із законом від 30 листопада 2004 року органом місцевого самоврядування є Борогонський наслег.

## Населення
| 2002 | 2010 | 2012 | 2013 | 2014 | 2015 | 2016 |
| ---- | ---- | ---- | ---- | ---- | ---- | ---- |
| 478  | ↗479 | ↘468 | ↘460 | ↘452 | ↘440 | ↗443 |
| 2017 | 2018 |      |      |      |      |      |
| ↘437 | ↗438 |      |      |      |      |      |